# Síndrome postvacacional
El síndrome postvacacional, se puede definir como el estado que se produce en el trabajador al  fracasar el proceso de adaptación entre un periodo de vacaciones y de ocio con la vuelta a la vida activa, produciendo molestias que nos hacen responder a nuestras actividades rutinarias con un menor rendimiento.
Este síndrome hace referencia a un estado de malestar genérico, con síntomas tanto psíquicos como físicos, afectando principalmente a personas  jóvenes, menores de 45 años. También estos síntomas pueden aparecer en niños ocasionados por la vuelta al colegio, después de las largas vacaciones de verano, aunque en ellos es menos frecuente sobre todo si el niño se encuentra a gusto en el colegio.
Suele ser más frecuente en los casos de que la persona esté siendo víctima de acoso ya sea escolar (bullying) o laboral (mobbing).

## Síntomas
El síndrome postvacacional, puede presentarse de diversas formas:
Síntomas  físicos como cansancio generalizado, fatiga, falta de sueño, dolores musculares, falta de apetito o de concentración …
Síntomas psíquicos como irritabilidad, tristeza, falta de interés o nerviosismo…

## Prevención
Los expertos aconsejan no alargar las vacaciones hasta el día anterior de empezar a trabajar. Se recomienda volver de vacaciones un par de días antes para que la adaptación a la rutina sea más paulatina, empezando a habituarnos nuevamente a los ritmos de sueño y comida.
Es conveniente desarrollar alguna actividad de ocio que sea compatible con el trabajo para que no sea tan brusco el cambio y tomarse tiempo para arrancar y volver a coger el ritmo que se tenía antes de vacaciones.
Una actitud optimista y positiva ayudará también a superar este periodo de adaptación de una forma más rápida y llevadera.